# 山区韦尔
山区韦尔（法語：Vers-en-Montagne）是法国汝拉省的一个市镇，位于该省东北部，属于隆斯勒索涅区。该市镇总面积8.35平方公里，2009年时的人口为196人。

## 人口
山区韦尔人口变化图示